# Åvaträsk
Åvaträsk  är en humusrik sjö som också är starkt försurad. Sjön har ett eget avrinningsområde och via ett mindre vattendrag mynnar bäcken i Åvaviken. Åva träsk ligger inom Tyresta naturreservat och administreras av stiftelsen Tyrestasskogen. Marken ägs av Stockholms stad. Sjön och en stor del av avrinningsområdet till den samma är belägen inom Tyresö kommun.
Sjön ingår i Tyresån-Trosaåns kustområde. Åvaträsk ligger i Tyresta-Åva Natura 2000-område. Sjön är 2,4 meter djup, har en yta på 0,01 kvadratkilometer och befinner sig 20 meter över havet.

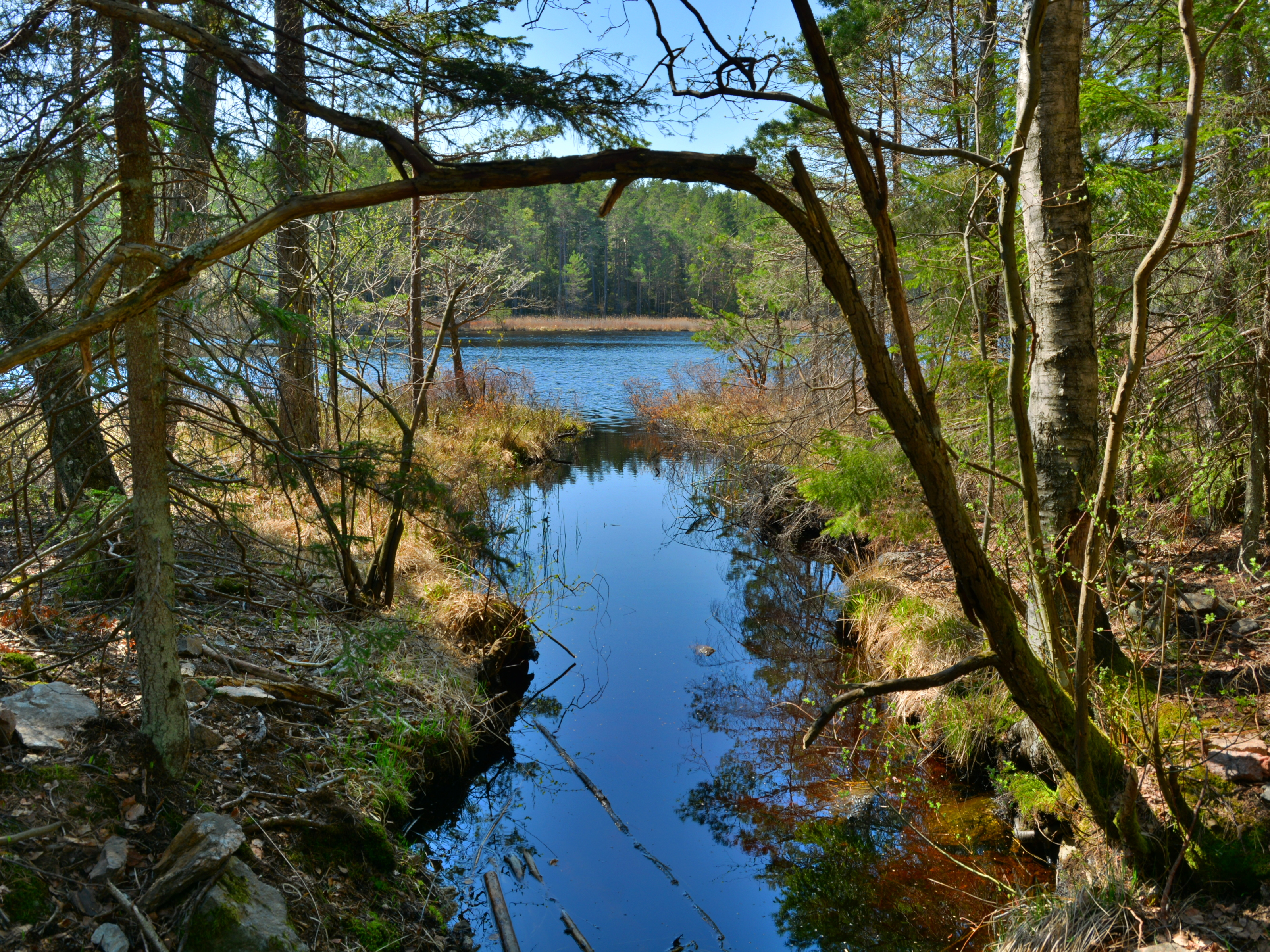
Åva träsk avvattnas genom Åvabäcken (ej att förväxla med Åvaån) som rinner ut i Åvaviken.